# Plectrocnemia kusnezovi
Plectrocnemia kusnezovi là một loài Trichoptera trong họ Polycentropodidae. Chúng phân bố ở miền Cổ bắc.